# Främling (nummer)
Främling is een single van Carola Häggkvist uit 1983. Het is tevens het nummer waarmee ze deelnam aan het Eurovisiesongfestival 1983.

## Overzicht
Främling werd geschreven door Lasse Holm en Monica Forsberg voor de toen pas zestienjarige Carola Häggkvist. Met dit nummer nam de jonge Carola deel aan Melodifestivalen 1983, de Zweedse preselectie voor het Eurovisiesongfestival. Van de elf regionale jury's kreeg ze telkens het maximum van 8 punten, waardoor ze met 88 punten bijna dubbel zoveel punten haalde als "Varför är kärleken röd?" van Kikki Danielsson. Dankzij haar overwinning mocht ze Zweden vertegenwoordigen op het Eurovisiesongfestival 1983 in het West-Duitse München. Het nummer werd gedirigeerd door Anders Ekdahl. 6,1 miljoen Zweden (oftewel 84% van het televisiekijkend publiek) zagen haar op de derde plaats eindigen, een kijkcijfer dat tot nog toe nog niet overtroffen is. Ze kreeg het maximum van twaalf punten van de Noorse en West-Duitse jury. Främling betekende dan ook de start van de carrière van Carola.

## Hitlijsten
| Land           | Lijst                  | Toppositie | Binnenkomst   |
| -------------- | ---------------------- | ---------- | ------------- |
| België         | Ultratop 50 Vlaanderen | 7          | 14 mei 1983   |
| Nederland      | Top 40                 | 7          | 21 mei 1983   |
| Nederland      | Nationale Hitparade    | 4          | 28 mei 1983   |
| Noorwegen      | VG-lista               | 1          | 25 april 1983 |
| West-Duitsland | Musikmarkt Top 100     | 68         | 14 mei 1983   |
| Zweden         | Sverigetopplistan      | 5          | 17 mei 1983   |

## Trivia
- Van "Främling" werd er ook een versie opgenomen in het Duits ("Fremder"), Engels ("Love isn't Love"), Fins ("Muukalainen") en Nederlands ("Je ogen hebben geen geheimen").
- Kikki Danielsson werd het nummer eerst aangeboden, maar ze weigerde het, en koos ervoor om met "Varför är kärleken röd?" deel te nemen aan Melodifestivalen 1983.
- Tijdens de live-uitzending van het Eurovisiesongfestival slaat Carola per ongeluk het eerste woord, 'Främling', van het liedje over.